# Latifa Lakhdar
Latifa Lakhdar (sinh ngày 1 tháng 2 năm 1956) là một nhà sử học và chính trị gia người Tunisia, từng là Bộ trưởng Bộ Văn hóa từ tháng 2 năm 2015 đến tháng 1 năm 2016.

## Cuộc sống ban đầu và giáo dục
Lakhdar sinh ra ở Zarzis vào ngày 1 tháng 2 năm 1956. Cô là học sinh của Mohamed Arkoun tại Sorbonne ở Paris.

## Sự nghiệp
Lakhdar là giáo sư lịch sử đương đại tại Đại học Ez-Zitouna từ năm 1991-1999 và từ 2000-2015 tại Đại học Tunis.
Lakhdar là một chuyên gia về tư tưởng Hồi giáo  và đã xuất bản một số cuốn sách bằng tiếng Ả Rập và tiếng Pháp, đáng chú ý là về tình trạng của phụ nữ trong các xã hội Hồi giáo. Cô là một nhà hoạt động vì quyền phụ nữ và nhà thế tục. Cô đã lập luận rằng chủ nghĩa cơ bản Hồi giáo, bao gồm khủng bố Hồi giáo là một phần của chính thống Hồi giáo, nhưng tư tưởng Hồi giáo có thể được giác ngộ và tự do nếu nó trải qua một "cuộc cách mạng quan trọng". Cô lập luận rằng "Ý tưởng thánh chiến rằng tôn giáo nên cai trị chính trị là một mô hình không bao giờ tồn tại." 

### Sự nghiệp chính trị
Lakhdar là một thành viên sáng lập của Hiệp hội tunisienne des femmes démocrates. Năm 2011, bà được bầu làm Phó Chủ tịch Cơ quan cấp cao về hiện thực hóa các Mục tiêu của Cách mạng, Cải cách Chính trị và Chuyển đổi Dân chủ.
Vào ngày 6 tháng 2 năm 2015, Lakhdar được bổ nhiệm làm Bộ trưởng Bộ Văn hóa và Bảo tồn Di sản, với tư cách là một người độc lập, trong chính phủ của Thủ tướng Habib Essid. Cô đã liên lạc với nhân viên bảo tàng trong cuộc tấn công Bảo tàng Quốc gia Bardo vào ngày 18 tháng 3 năm 2015 và sau đó tiết lộ một đài tưởng niệm tại địa điểm này.
Vào ngày 12 tháng 2 năm 2016, Lakhdar đã được Tổng thống Béji Caïd Essebsi bổ nhiệm làm Tư lệnh Cộng hòa.

## Ấn phẩm

### Sách
- Lakhdar, Latifa (1994). Confraternity Islam and the national question in colonial Tunisia (bằng tiếng Pháp). Ceres.
- Lakhdar, Latifa (2002). The woman according to al-Ijma. Ceres.
- Lakhdar, Latifa (2007). Women in the Mirror of Islamic Orthodoxy (bằng tiếng Pháp). Editions de l'Aube.
- Lakhdar, Latifa (2013). What will tomorrow be done? (bằng tiếng Pháp).

### Bài viết
- Lakhdar, Latifa (2001). “Orthodoxy and Fundamentalism: The Obstacles to a Modern Muslim Mindest”. Il Regno.
- Lakhdar, Latifa (2003). “Les discours zitouniens, 1904-1932: entre la "la reproduction quasi-parfaite" et la "reproduction réinterprétatrice”. Actes du XIe Colloque Internationale (bằng tiếng Pháp). Tunis: Mannoube.
- Lakhdar, Latifa (2009). “Approche critique de las pensée islamique orthodoxe: contraintes et espoirs d'un chantier de recherche”.  Trong Pierre-Robert Baduel (biên tập). Chantiers et défis de la recherche sur le Maghreb contemporain (bằng tiếng Pháp). KARTHALA editions. tr. 571–588.